# Troy (Name)
Troy ist ein überwiegend in den USA auftretender englischer männlicher Vorname sowie ein Familienname.

## Herkunft und Bedeutung
Der Vorname Troy ist abgeleitet von einem Familiennamen, der ursprünglich einen Bewohner der nordfranzösischen Stadt Troyes bezeichnete. Alternativ kann der Name auch von dem irischen Troightheach mit der Bedeutung „Fußsoldat“ abgeleitet sein.

## Namensträger

### Männlicher Vorname
- Troy Aikman (* 1966), US-amerikanischer American-Football-Spieler
- Troy Andersen (* 1999), US-amerikanischer American-Football-Spieler
- Troy Bayliss (* 1969), australischer Motorradrennfahrer
- Troy Bigam (* 1975), deutsch-kanadischer Eishockeyspieler
- Troy Brown (Footballspieler) (* 1971), US-amerikanischer American-Football-Spieler
- Troy Carter (* 1963), US-amerikanischer Politiker
- Troy Corser (* 1971), australischer Motorradrennfahrer
- Troy Davis (1968–2011), US-amerikanischer hingerichteter Bürger
- Troy Donahue (1936–2001), US-amerikanischer Schauspieler
- Troy Donockley (* 1964), britischer Musiker
- Troy Downing (* 1967), US-amerikanischer Politiker
- Troy Duffy (* 1971), US-amerikanischer Regisseur, Schauspieler und Musiker
- Troy Elder (* 1977), australischer Feldhockeyspieler
- Troy Garity (* 1973), US-amerikanischer Schauspieler
- Troy de Haas (* 1979), australischer Orientierungsläufer
- Troy Hearfield (* 1987), australischer Fußballspieler
- Troy Isley (* 1998), US-amerikanischer Boxer
- Troy Kemp (* 1966), Leichtathlet von den Bahamas
- Troy Mellanson (* 1981), antiguanischer Fußballspieler
- Troy Murphy (Basketballspieler) (* 1980), US-amerikanischer Basketballspieler
- Troy Murphy (Freestyle-Skier) (* 1992), US-amerikanischer Freestyle-Skier
- Troy Parrott (* 2002), irischer Fußballspieler
- Troy Perry (* 1940), US-amerikanischer Theologe
- Troy Pierce (* 1970), US-amerikanischer DJ und Musikproduzent
- Troy Podmilsak (* 2004), US-amerikanischer Freestyle-Skier
- Troy Polamalu (* 1981), US-amerikanischer American-Football-Spieler
- Troy Ruttman (1930–1997), US-amerikanischer Automobilrennfahrer
- Troy Verges, Country-Musiker

### Weiblicher Vorname
- Troy Beyer (* 1964), US-amerikanische Schauspielerin, Regisseurin und Drehbuchautorin

### Familienname
- Alexis Troy (* 1982), deutscher Produzent und Komponist
- Cybill Troy (* 1986), britische Pornodarstellerin
- Doris Troy (1937–2004), US-amerikanische Soul-Sängerin
- François de Troy (1645–1730), französischer Maler und Graveur
- Guy Troy (1923–2023), US-amerikanischer Moderner Fünfkämpfer
- Jean François de Troy (1679–1752), französischer Maler
- John Weir Troy (1868–1942), US-amerikanischer Politiker und von 1933 bis 1939 Gouverneur des Alaska-Territoriums
- Joseph Edward Troy (1931–2023), kanadischer Geistlicher, Bischof von Saint John, New Brunswick
- Matthias Troy (* 1995), österreichischer Skispringer
- Michael Troy (1940–2019), US-amerikanischer Schwimmer
- Pastor Troy (* 1977), US-amerikanischer Rapper
- Robert Troy (* 1982), irischer Politiker
- Una Troy (1910–1993), irische Schriftstellerin